# Йоганнес Вільгельм Єнсен
Йоганнес Вільгельм Єнсен  (дан. Johannes Vilhelm Jensen; 20 січня 1873 — 25 листопада 1950) — данський письменник, лауреат Нобелівської премії з літератури. Вважається найвизначнішим данським письменником 20-го століття. 
У 1944 році став лауреатом Нобелівської премії з літератури «За волю та багатство поетичної уяви в поєднанні з інтелектуальною допитливістю і унікальністю творчого стилю».